# Juárezkartellen
Juárezkartellen, spanska: Cártel de Juárez, är en av världens mäktigaste drogkarteller.
Kartellen har sin bas i Ciudad Juárez i den mexikanska delstaten Chihuahua.
Tillsammans med sina kollegor inom den gyllene triangelns allians bekrigar man rivalerna i Gulfkartellen. I blodiga maffiauppgörelser i Ciudad Juárez har över tusen människor dödats under 2009. 
I juli dödade revolvermän mormonen Benjamin LeBaron som en hämnd för hans inblandning i gripandet av misstänkta kartellmedlemmar.